# 요르단 올림픽 위원회
요르단 올림픽 위원회(아랍어: اللجنة الأولمبية الأردنية, 영어: Jordan Olympic Committee)는 요르단을 대표하는 국가 올림픽 위원회이다. IOC 코드는 JOR이다. 본부는 암만에 있으며 아시아 올림픽 평의회에 소속되어 있다.
1957년에 설립했으며 1963년에 국제 올림픽 위원회의 승인을 받았다. 올림픽, 아시안 게임을 비롯한 국제 스포츠 대회에 참가하는 요르단의 선수들을 대표한다.

## 같이 보기
- 올림픽 요르단 선수단